# 胡桃球针壳
胡桃球针壳（学名：Phyllactinia juglandis）是属于白粉菌目白粉菌科球针壳属的一种真菌，寄生在胡桃科植物上。该种分布于中国、日本、美国、瑞士等地。